# Nikolaj Plads
Nikolaj Plads er en plads omkring Nikolaj Kunsthal, den tidligere Sankt Nikolaj Kirke, i Indre By i København.

## Historie
Sankt Nikolaj Kirke blev etableret i det 13. århundrede og havde en kirkegård på den østlige side. Kirken var dog ikke den eneste grundejer på stedet. Andre ejendomme tilhørte Vor Frue Kirke, Roskilde Domkirke og Vor Frue Kloster i Sorø. Kirkegården forblev åben indtil den blev hegnet inde efter pestudbruddet i 1711.
Kirken og nabolaget blev hårdt ramt under Københavns brand 1795. De første huse på pladsen blev genopbygget kort efter branden, men planer om genopbygning af kirken blev ikke til noget, og i stedet blev kirkebygningen revet ned bortset fra dets store tårn. Menigheden blev opløst i 1804, og kirkegården blev også nedlagt. Københavns Brandvæsen overtog kirketårnet i 1807 og omdannede ruinen til en regulær brandstation i 1820-1823.
I 1810 fik slagterne på Højbro Plads tilladelse til at flytte deres boder til den tidligere kirkegårds område. Især på varme dage resulterede deres aktiviteter  i en uhumsk lugt, og forholdene blev beskrevet som potentielt sundhedsfarlige i 1818. Arkitekten C.F. Hansen foreslog en markedsbygning på pladsen i 1820'erne, men det blev ikke til noget. I 1842 var antallet af boder vokset til 82. Diskussionen om bedre forhold for markedet blev genoptaget, og et kompleks af markedsbygninger tegnet af P.C. Hagemann blev bygget i 1834-1846. Det blev lavet af støbejern og omfattede 68 store og 10 små butikker.
Markedsboderne løb langs med Lille Kongensgade, Nikolajgade, Vingårdstræde og Admiralgade. De slagtere der vendte mod gaderne solgte kød af høj kvalitetet, mens dem der vendte mod den centrale gård, populært kaldet "Maven" solgte andenrangs kød. Markedsboderne forblev i brug, indtil de blev fjernet i begyndelsen af 1900-tallet.
I 1896 foreslog Vilhelm Dahlerup, at kirketårnet og pladsen blev omdannet til et monument, men det blev ikke omsat i praksis. På initiativ af Carl Jacobsen blev det i stedet besluttet at genopbygge kirken. Markedsbygningen forblev i brug, indtil den blev revet ned, da den nye kirkebygning blev indviet i 1917. 
Nyere indslag på pladsen omfatter etableringen af en lille legeplads.

## Bygninger
Nr. 30 er en tidligere fattigskole drevet af Sankt Nikolaj Sogn. Den blev bygget af Andreas Hallander og Andreas Kirkerup. Andreas Hallander var også ansvarlig for naboen Sankt Nikolai Hus i nr. 32 og nr. 28 på hjørnet af Lille Kirkestræde. Nr. 23, 25 og 27 er også fra årene efter branden i 1795 og er fredede.
Nr. 10, 11, 13 og 15 blev alle tegnet af P.C. Hagemann, der også tegnede markedsbygningerne, og blev alle opført i 1840'erne.
Det tidligere damemagasin Fonnesbech, der også har adresse til Østergade 47, blev bygget i 1935-1938 efter tegninger af O. Gundlach-Petersen. Fra 1974 husede ejendommen på Nikolaj Plads Københavns Fondsbørs.

## Kunst
Tre former, tre bronzeskulpturer skabt af Bent Sørensen i begyndelsen af 1980'erne, blev opsat på sydsiden af pladsen i 1982 som en gave fra Albertina og Carlsbergfondet. Nord for kirken er der et dekorativt drikkevandsfontæne af granit. Det blev opsat på pladsen i 1899 efter tegninger af Anders Bundgaard og Martin Nyrop.
På den nordøstlige side af kirken er der en mindetavle for Hans Egede og Gjertrud Rasch. Den er fra 1921 og blev tegnet af August Hassel. På det sydøstlige hjørne er der en buste af Svend Aage Tauscher skabt af Troels Lybecker i 1987.